# رحلة برية

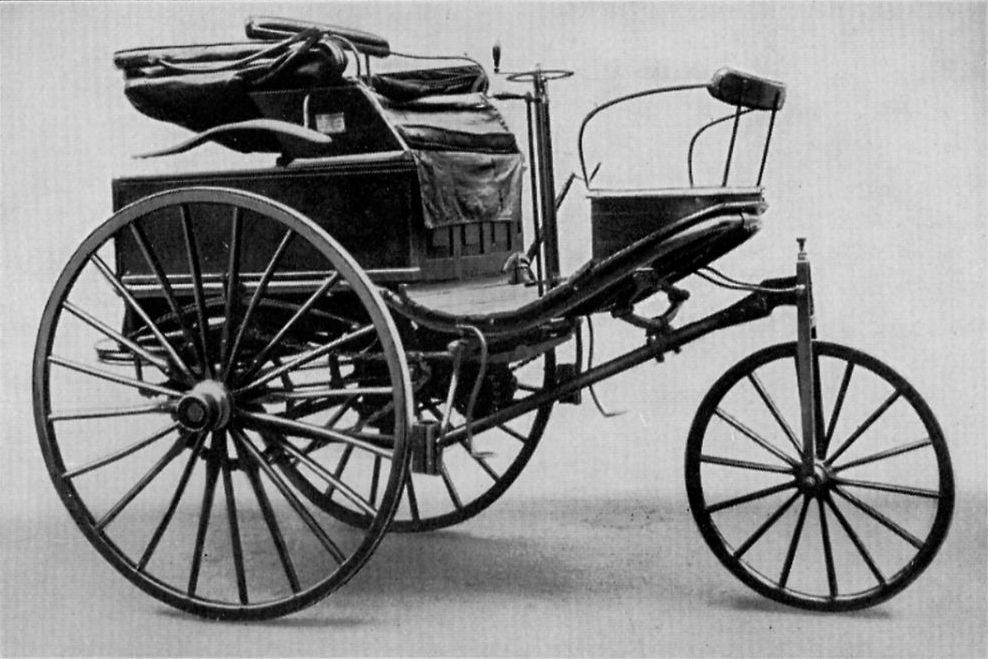
Benz Patent-Motorwagen رقم 3 لعام 1888 ، الذي استخدمته بيرثابنز في أول رحلة برية طويلة المدى حظيت بتغطية إعلامية كبيرة بالسيارة (أكثر من 106 كم / 60 ميلاً)

الرحلة البرية، التي تتم أحيانا عبر الطرق، هي رحلة بعيدة المدى على الطريق. وعادة ما تكون الرحلات البرية لمسافات طويلة تقطعها بواسطة السيارة.

## التاريخ

### الرحلات البرية الأولى بالسيارة
أول رحلة برية مسجلة في العالم لمسافات طويلة قامت بها السيارة في ألمانيا في أغسطس 1888 عندما قامت بيرثا بنز، زوجة كارل بنز، مخترع أول سيارة سيارة مسجلة ببراءة اختراع. (براءة اختراع بنز - موتورواغن)، سافرت من مانهايم إلى بفورزهايم (مسافة 106 كم). (66 ميل) في سيارة بنز التجريبية الثالثة (التي بلغت سرعتها القصوى 10 أميال في الساعة). (16 كم/ساعة) والرجوع، مع ابنيها المراهقين ريتشارد ويوجين، ولكن دون موافقة ومعرفة زوجها.
وكان سببها الرسمي أنها كانت تريد زيارة والدتها ولكنها كانت تنوي بشكل غير رسمي عمل الدعاية لاختراع زوجها (الذي لم يستخدم إلا في محركات اختبارات قصيرة من قبل)، والذي نجح في ذلك مع انطلاق السيارة إلى حد كبير بعد ذلك وتطور عمل عائلة بنز في نهاية المطاف إلى شركة مرسيدس بنز الحالية.
يوجد حاليًا طريق خلاب محدد بعلامات إرشادية في بادن فورتمبيرغ يسمى طريق بيرثا بنز التذكاري لإحياء ذكرى أول رحلة برية تاريخية لها.

### أول رحلة برية في أمريكا الشمالية
تمت أول رحلة ناجحة للسيارات عبر القارات في أمريكا الشمالية في عام 1903 وكان يقودها إتش نيلسون جاكسون وسيوال ك كروكر برفقة كلب يدعى باد. اكتملت الرحلة باستخدام سيارة وينتون السياحية عام 1903، أطلق عليها جاكسون اسم «فيرمونت». استغرقت الرحلة ما

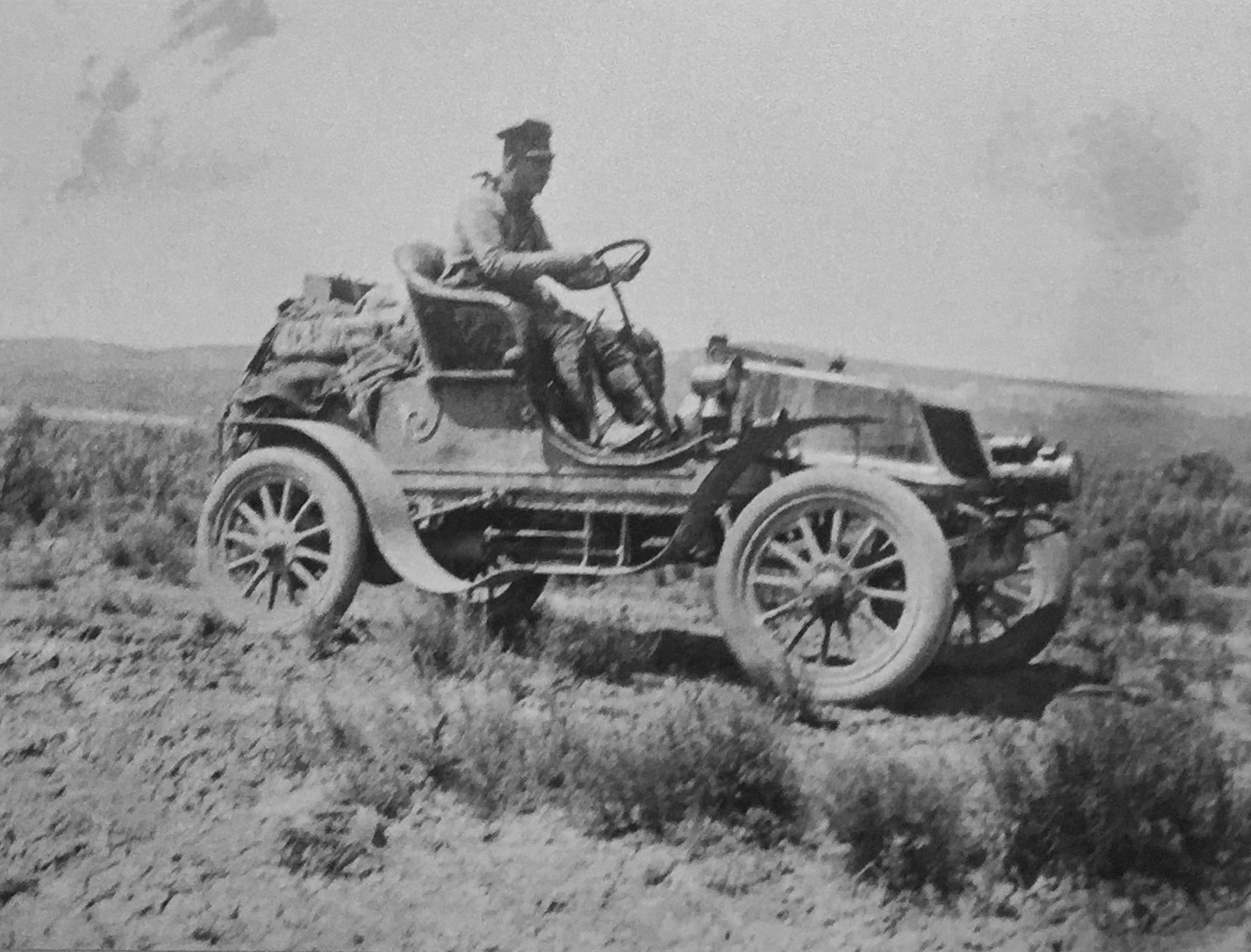
جاكسون يقود سيارة فيرمونت في عام 1903 عبر البلاد

مجموعه 63 يومًا بين سان فرانسيسكو ونيويورك، بتكلفة 8000 دولار أمريكي. تضمنت التكلفة الإجمالية عناصر مثل الطعام والبنزين والسكن والإطارات وقطع الغيار والإمدادات الأخرى وتكلفة الوينتون.
كانت أول امرأة تعبر المناظر الطبيعية الأمريكية بالسيارة هي أليس هييلر رامزي مع ثلاث ركاب سيدات في عام 1909. غادرت رامزي من هيلز جيت في مانهاتن، نيويورك وسافرت لمدة 59 يومًا إلى سان فرانسيسكو، كاليفورنيا. تبعت بلانش ستيوارت سكوت رمزي في عام 1910، والتي غالبًا ما يُشار إليها عن طريق الخطأ على أنها أول امرأة تقوم برحلة عبر البلاد بالسيارة من الشرق إلى الغرب (لكنها كانت رائدة حقيقية في مجال الطيران).

### توسيع الطرق السريعة في الولايات المتحدة
ساعدت الطرق السريعة الجديدة في أوائل القرن العشرين على دفع السفر بالسيارات في الولايات المتحدة، وخاصة السفر عبر البلاد. تم تكليفه في عام 1926، وتم رصفه بالكامل بالقرب من نهاية ثلاثينيات القرن الماضي، يعتبر طريق الولايات المتحدة 66 رمزًا حيًا لانطلاق الطرق الحديثة المبكرة.
غامر سائقي السيارات عبر البلاد لقضاء الإجازة وكذلك الهجرة إلى كاليفورنيا ومواقع أخرى. بدأت رحلة الطريق الأمريكية الحديثة تتشكل في أواخر الثلاثينيات وحتى الأربعينيات من القرن الماضي، إيذانا ببدء حقبة الأمة في التنقل.
شهدت الخمسينيات نموًا سريعًا في ملكية العائلات الأمريكية للسيارات. كانت السيارة، التي أصبحت الآن وسيلة نقل موثوقة، تُستخدم على نطاق واسع ليس فقط للتنقل ولكن للرحلات الترفيهية أيضًا.
نتيجة لهذا النمط الجديد لقضاء الإجازة على الطريق، بدأت العديد من الشركات في تلبية احتياجات المسافرين المرهقين على الطرق. جعلت المركبات والخدمات الأكثر موثوقية الرحلات البرية لمسافات طويلة أسهل للعائلات، حيث تم تقليل المدة الزمنية اللازمة لعبور القارة من أشهر إلى أيام. في غضون أسبوع واحد، يمكن للعائلة العادية السفر إلى وجهات في جميع أنحاء أمريكا الشمالية.
كان التغيير الأكبر في رحلة الطرق الأمريكية هو البداية والتوسع اللاحق لنظام الطريق السريع بين الولايات. سمحت السرعات العالية وطبيعة الوصول المتحكم فيها للطريق السريع بقطع مسافات أكبر في وقت أقل وبتحسين مستوى السلامة حيث أصبحت الطرق السريعة مقسمة.
سرعان ما جاء المسافرون من دول أوروبا وأستراليا وأماكن أخرى إلى الولايات المتحدة للمشاركة في المثل الأعلى الأمريكي لرحلة برية. شارك الكنديون أيضًا في رحلات برية مستفيدين من الحجم الكبير لبلدهم وقربهم من وجهات في الولايات المتحدة.